# Pristimantis anotis
Pristimantis anotis es una especie de anfibio anuro de la familia Craugastoridae.

## Distribución
Esta especie es endémica del estado de Aragua en Venezuela. Se encuentra en Rancho Grande a unos 1090 m de altitud en la Cordillera de la Costa.

## Descripción
Las hembras miden hasta 46.5 mm.

## Publicación original
Walker & Test, 1955: New Venezuelan frogs of the genus, Eleutherodactylus. Occasional Papers of the Museum of Zoology University of Michigan, vol. 561, p. 1-10